# Tabanus conformis
Tabanus conformis är en tvåvingeart som beskrevs av Walker 1848. Tabanus conformis ingår i släktet Tabanus och familjen bromsar. Inga underarter finns listade i Catalogue of Life.